# MKS Karkonosze Sporty Zimowe
Międzyszkolny Klub Sportowy "Karkonosze - Sporty Zimowe" (MKS Karkonosze Sporty Zimowe) – wielosekcyjny klub sportowy, działający w Jeleniej Górze. Jest to klub o charakterze wyczynowym.

## Sekcje[2]
- Biathlon
- Biegi narciarskie
- Saneczkarstwo

## Rys Historyczny[3]
- 1955-1957 Szkolne Koło Sportowe „Zryw" w Technikum Przemysłu Leśnego w Sobieszowie
- 1958-1962 Międzyszkolny Klub Sportowy ,,Chojnik" w Sobieszowie
- 1963-1967 Międzyszkolny Klub Sportowy ,,Podgórze" w Sobieszowie
- 1968-1996 Międzyszkolny Klub Sportowy MDK ,,Karkonosze" w Jeleniej Górze
- 1997-obecnie Międzyszkolny Klub Sportowy ,,Karkonosze - Sporty Zimowe" w Jeleniej Górze

## Olimpijczycy
- Andrzej Stępień (lekkoatletyka) – Moskwa 1980
- Adrian Przechewka (saneczkarstwo) – Albertville 1992, Lillehammer 1994
- Robert Mieszała (saneczkarstwo) – Nagano 1998
- Norbert Foltin (bobsleje) – Nagano 1998
- Iwona Daniluk (biathlon) – Nagano 1998
- Magdalena Nykiel (biathlon) – Turyn 2006
- Ewelina Staszulonek (saneczkarstwo) – Turyn 2006, Vancouver 2010
- Agnieszka Cyl (biathlon) – Vancouver 2010
- Maciej Kurowski (saneczkarstwo) – Vancouver 2010, Soczi 2014, Pyeongchang 2018
- Wojciech Chmielewski (saneczkarstwo) – Pyeongchang 2018, Pekin 2022
- Klaudia Domaradzka (saneczkarstwo) – Pekin 2022

### Młodzieżowi olimpijczycy
- Natalia Biesiadzka (saneczkarstwo) – Innsbruck 2012
- Kacper Tarnawski (saneczkarstwo) – Lillehammer 2016
- Konrad Badacz (biathlon) – Lausanne 2020
- Anna Bryk (saneczkarstwo) – Lausanne 2020
- Marcin Zawół (biathlon) – Lausanne 2020
- Cyprian Dybalski (saneczkarstwo) – Gangwon 2024
- Michał Gancarczyk (saneczkarstwo) – Gangwon 2024
- Zuzanna Jędrzejczyk (saneczkarstwo) – Gangwon 2024
- Igor Kusztal (biathlon) – Gangwon 2024
- Zuzanna Pieron (saneczkarstwo) – Gangwon 2024
- Michał Szulczyński (biathlon) – Gangwon 2024
- Karol Warzybok (saneczkarstwo) – Gangwon 2024

## Medaliści międzynarodowych imprez mistrzowskich

### Mistrzostwa świata
|  | Agnieszka Cyl | Duszniki-Zdrój 2010 | biathlon letni | bieg pościgowy |
|  | Agnieszka Cyl | Duszniki-Zdrój 2010 | biathlon letni | sprint         |

### Mistrzostwa Europy
| srebro | Iwona Daniluk    | Iżewsk 1999     | biathlon       | sztafeta          |
| srebro | Magdalena Nykiel | Nové Město 2009 | biathlon letni | sztafeta mieszana |

### Mistrzostwa świata juniorów/U23
|  | Wojciech Chmielewski | Königssee 2016       | saneczkarstwo  | dwójki   |
|  | Joanna Grzybek       | Duszniki-Zdrój 2001  | biathlon letni | sztafeta |
|  | Agnieszka Grzybek    | Osrblie 2004         | biathlon letni | sztafeta |
|  | Agnieszka Grzybek    | Muonio 2005          | biathlon letni | sztafeta |
|  | Adrian Przechewka    | Königssee 1991       | saneczkarstwo  | dwójki   |
|  | Joanna Grzybek       | Chanty-Mansyjsk 2000 | biathlon letni | sztafeta |
|  | Konrad Badacz        | Östersund 2025       | biathlon       | sztafeta |

### Mistrzostwa Europy juniorów
| złoto  | Agnieszka Grzybek     | Clausthal-Zellerfeld 2004 | biathlon letni | sztafeta mieszana |
| złoto  | Barbara Skrobiszewska | Altenberg 2025            | biathlon       | sztafeta mieszana |
| srebro | Agnieszka Wanżewicz   | Mińsk 1998                | biathlon       | bieg pościgowy    |
| srebro | Agnieszka Wanżewicz   | Mińsk 1998                | biathlon       | sztafeta          |
| srebro | Askaniusz Kocemba     | Iżewsk 1999               | biathlon       | sztafeta          |
| srebro | Magdalena Nykiel      | Mińsk 2004                | biathlon       | sztafeta          |
| srebro | Agnieszka Grzybek     | Nowosybirsk 2005          | biathlon       | sztafeta          |
| srebro | Mateusz Zawół         | Osrblie 2010              | biathlon letni | sztafeta mieszana |
| srebro | Marcin Zawół          | Jakuszyce 2024            | biathlon       | sprint            |
| brąz   | Małgorzata Kretowicz  | Kufstein 1972             | saneczkarstwo  | jedynki           |
| brąz   | Kamila Czerniak       | Tysowiec 2007             | biathlon letni | sztafeta mieszana |
| brąz   | Konrad Badacz         | Madona 2023               | biathlon       | sprint            |
| brąz   | Zuzanna Jędrzejczyk   | Sigulda 2025              | saneczkarstwo  | dwójki            |

### Mistrzostwa świata juniorów młodszych/U19
|  | Konrad Badacz / Marcin Zawół | Obertilliach 2021 | biathlon | sztafeta       |
|  | Marcin Zawół                 | Obertilliach 2021 | biathlon | bieg pościgowy |

### Uniwersjada
|  | Barbara Skrobiszewska | Turyn 2025       | biathlon | sprint            |
|  | Barbara Skrobiszewska | Turyn 2025       | biathlon | bieg pościgowy    |
|  | Barbara Skrobiszewska | Lake Placid 2023 | biathlon | bieg indywidualny |
|  | Barbara Skrobiszewska | Lake Placid 2023 | biathlon | bieg pościgowy    |
|  | Iwona Daniluk         | Poprad 1999      | biathlon | sztafeta          |
|  | Agnieszka Grzybek     | Harbin 2009      | biathlon | sprint            |

### Igrzyska olimpijskie młodzieży
| złoto | Marcin Zawół | Lausanne 2020 | biathlon | sprint |

### Olimpijski festiwal młodzieży Europy
| Medal EOC | Konrad Badacz                         | Vuokatti 2022 | biathlon | bieg indywidualny |
| Medal EOC | Barbara Skrobiszewska / Konrad Badacz | Vuokatti 2022 | biathlon | sztafeta mieszana |

## Znani reprezentanci[3]

### Biathloniści
- Ewelina Daniło
- Izabela Daniło
- Joanna Chwal
- Monika Rżany
- Sylwia Szelest
- Joanna Grzybek
- Agnieszka Wanżewicz
- Anna Gałek
- Agnieszka Cyl
- Magdalena Nykiel
- Iwona Daniluk
- Konrad Badacz
- Barbara Skrobiszewska

### Saneczkarze
- Adrian Przechewka
- Robert Mieszała
- Ewelina Staszulonek
- Wojciech Chmielewski
- Klaudia Domaradzka

### Biegacze narciarscy
- Krystyna Turowska
- Michał Skowron